# Udara toxopeusi
Udara toxopeusi is een vlinder uit de familie van de Lycaenidae. De wetenschappelijke naam van de soort is voor het eerst geldig gepubliceerd in 1937 door Corbet.